# Koninkrijk Polen (1025-1385)
Het koninkrijk Polen was de benaming voor de Poolse staat die ontstond door de kroning van Bolesław I in 1025, tot het land verenigd werd met Litouwen in 1385. Hierna nam de Jagiellodynastie het land over.

## Vroege koninkrijk (1025-1138)
De basis voor de ontwikkeling van een Poolse staat werd gelegd door de Piasten, die al sinds de 9de eeuw prominent aanwezig waren. Nadat hertog Mieszko I zich tot het christendom bekeerde, werd de weg vrijgemaakt voor Polen om lid te worden van familie van de christelijke koninkrijken. Tijdens het Congres van Gniezno, in het jaar 1000, werd Polen door het Heilige Roomse Rijk en de paus erkend als staat. In 1025 werd hertog Bolesław I tot koning van Polen gekroond en begon het tijdperk voor Polen als koninkrijk. Toch werden de Polen niet altijd door koningen geregeerd maar ook vaak door hertogen.
De opvolging werd niet bepaald door het recht van de eerstgeborene. Alle zonen van de koning of hertog hadden dezelfde erfrechten en degene die het beste leek voor de troon werd de opvolger. Polen wordt daarom een kieskoninkrijk genoemd.

## Periode van verdeeldheid (1138-1320)

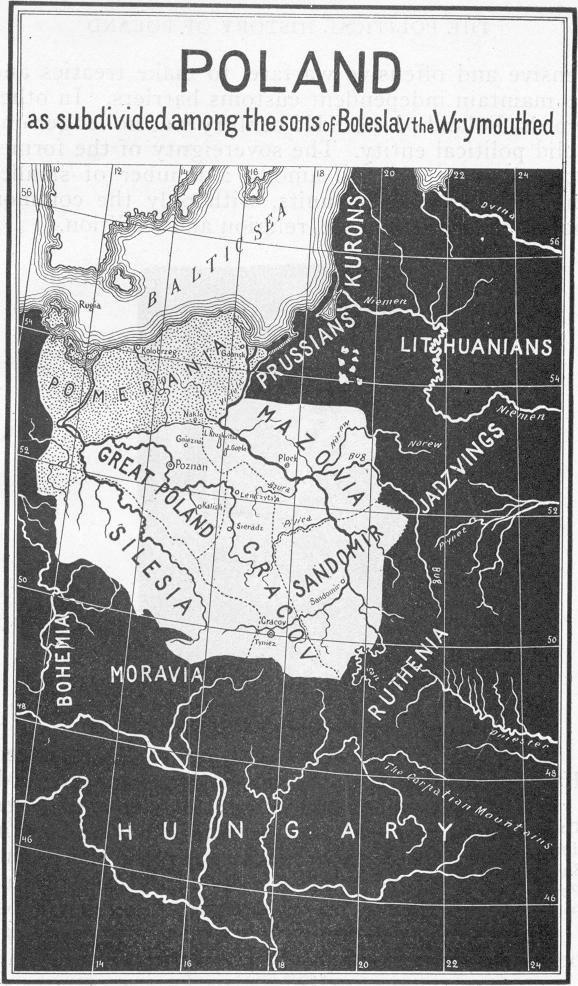
Het verdeelde Polen

Bolesław III, die regeerde van 1102 tot 1138, probeerde een einde te maken aan de strijd om de opvolging. In zijn testament verdeelde hij het land in vijf hertogdommen die hij aan zijn zonen gaf.
Om eenheid te verzekeren werd vastgelegd dat de oudste zoon groothertog was en dat de andere hertogen hem moesten gehoorzamen. De groothertog kreeg ook controle over Pommeren, een heerlijkheid van het Heilige Roomse Rijk.
De titel groothertog was felbegeerd en het plan van Boleslaw mislukte uiteindelijk. De afstammelingen van de hertogen probeerden groothertog te worden ongeacht ze recht op die titel hadden of niet. Dit zorgde voor wanorde en vermindering in macht. Polen kwam zelfs onder invloed te staan van de Přemysliden, een koningsdynastie uit Bohemen. Na enkele jaren stierf deze dynastie echter uit.
De verdeling eindigde toen hertog Wladislaus de Korte in 1306 de verschillende vorstendommen van het koninkrijk verenigde.

## Verandering van dynastie en unie met Litouwen (1320-1385)
Wladislaus de Korte werd in 1320 tot koning gekroond, waarmee het koninkrijk Polen weer officieel verenigd was onder een koning. Zijn zoon Casimir III verstevigde de Poolse staat nog verder in zowel binnen- als buitenland.
Casimir was het laatste mannelijke lid van de Piasten en werd opgevolgd door zijn neef Lodewijk I, koning van Hongarije, uit het Huis Anjou. Aangezien Lodewijk geen zoon had werd zijn dochter Hedwig de troonopvolgster.
Ze trouwde met Wladislaus II Jagiello, groothertog van Litouwen, die zich tot het christendom bekeerde. Dit huwelijk zorgde ervoor dat Polen en Litouwen de volgende vier eeuwen nauw met elkaar verbonden waren.